# Pan Group
Pan Group ou SC Pan Group SA est la plus grande compagnie roumaine d'agroalimentaire
, dont l'activité est la panification, les produits de boulangerie et de pâtisserie industrielle. 
Le siège social de Pan Group est à Craiova, où il y a aussi deux usines. Trois autres fabriques sont présentes dans les villes de Filiasi, Calafat et Segarcea.

## Histoire
La première usine de Pan Group s'est implanté en 1924 à Craiova, près du moulin de Barbu Druga.
La société a été privatisée en 1994 par les actionnaires de MEBO.